# Кубок Федерации 2011
Кубок Федерации 2011 — 49-й по счёту розыгрыш наиболее престижного кубка среди сборных команд по теннису среди женщин.
Сборная Чехии завоевала свой 1-й в новейшей истории титул чемпионки турнира.

## Мировая группа

### Сетка
|                              | Четвертьфиналы 5-6 февраля     | Четвертьфиналы 5-6 февраля     | Четвертьфиналы 5-6 февраля     |                                |                                | Полуфиналы 16-17 апреля      | Полуфиналы 16-17 апреля      | Полуфиналы 16-17 апреля      |                              |                              | Финал 5-6 ноября          | Финал 5-6 ноября          | Финал 5-6 ноября          |                           |                           |
|                              |                                |                                |                                |                                |                                |                              |                              |                              |                              |                              |                           |                           |                           |                           |                           |
|                              |                                |                                |                                |                                |                                |                              |                              |                              |                              |                              |                           |                           |                           |                           |                           |
| Хобарт, Австралия - хард     |                                |                                |                                |                                |                                |                              |                              |                              |                              |                              |                           |                           |                           |                           |                           |
|                              | 1                              | Италия                         | 4                              |                                |                                |                              |                              |                              |                              |                              |                           |                           |                           |                           |                           |
|                              |                                | Австралия                      | 1                              |                                |                                | Москва, Россия - хард (i)    | Москва, Россия - хард (i)    | Москва, Россия - хард (i)    | Москва, Россия - хард (i)    | Москва, Россия - хард (i)    |                           |                           |                           |                           |                           |
|                              |                                |                                |                                |                                | 1                              | Италия                       | 0                            |                              |                              |                              |                           |                           |                           |                           |                           |
| Москва, Россия - хард (i)    | Москва, Россия - хард (i)      | Москва, Россия - хард (i)      | Москва, Россия - хард (i)      |                                | 3                              | Россия                       | 5                            |                              |                              |                              |                           |                           |                           |                           |                           |
|                              | 3                              | Россия                         | 3                              |                                |                                |                              |                              |                              |                              |                              |                           |                           |                           |                           |                           |
|                              |                                | Франция                        | 2                              |                                |                                |                              |                              |                              |                              |                              | Москва, Россия - хард (i) | Москва, Россия - хард (i) | Москва, Россия - хард (i) | Москва, Россия - хард (i) | Москва, Россия - хард (i) |
|                              |                                |                                |                                |                                |                                |                              |                              |                              |                              |                              | 3                         | Россия                    | 2                         |                           |                           |
|                              | Братислава, Словакия - хард(i) | Братислава, Словакия - хард(i) | Братислава, Словакия - хард(i) | Братислава, Словакия - хард(i) | Братислава, Словакия - хард(i) |                              |                              |                              |                              |                              | 4                         | Чехия                     | 3                         |                           |                           |
|                              |                                | Словакия                       | 2                              |                                |                                |                              |                              |                              |                              |                              |                           |                           |                           |                           |                           |
|                              | 4                              | Чехия                          | 3                              |                                |                                | Шарлеруа, Бельгия - хард (i) | Шарлеруа, Бельгия - хард (i) | Шарлеруа, Бельгия - хард (i) | Шарлеруа, Бельгия - хард (i) | Шарлеруа, Бельгия - хард (i) |                           |                           |                           |                           |                           |
|                              |                                |                                |                                |                                | 4                              | ' Чехия                      | 3                            |                              |                              |                              |                           |                           |                           |                           |                           |
| Антверпен, Бельгия - хард(i) | Антверпен, Бельгия - хард(i)   | Антверпен, Бельгия - хард(i)   | Антверпен, Бельгия - хард(i)   |                                |                                | Бельгия                      | 2                            |                              |                              |                              |                           |                           |                           |                           |                           |
|                              |                                | Бельгия                        | 4                              |                                |                                |                              |                              |                              |                              |                              |                           |                           |                           |                           |                           |
|                              | 2                              | США                            | 1                              |                                |                                |                              |                              |                              |                              |                              |                           |                           |                           |                           |                           |

## Плей-офф Мировой группы
Дата: 16-17 апреля
Четыре сборные, проигравшие в первом раунде Мировой группы (Австралия, Словакия, США и Франция) встречаются с четырьмя сборными-победителями Мировой группы II (Испания, Украина, Сербия и Германия).
| Город (покрытие)               |               | Счёт |         |
| ------------------------------ | ------------- | ---- | ------- |
| Штутгарт, Германия, грунт(i)   | Германия      | 5-0  | США (1) |
| Лерида, Испания, грунт         | Испания (2)   | 4-1  | Франция |
| Братислава, Словакия, грунт(i) | Словакия (3)  | 2-3  | Сербия  |
| Мельбурн, Австралия, грунт     | Австралия (4) | 2-3  | Украина |

- Германия, Испания, Сербия и Украина переходят в 2012 году в турнир Мировой группы.
- Австралия, Словакия, США и Франция переходят в 2012 году в турнир 2-й Мировой группы.

## Мировая группа II
Дата: 5-6 февраля
| Город (покрытие)              |            | Счёт |              |
| ----------------------------- | ---------- | ---- | ------------ |
| Таллин, Эстония, хард(i)      | Эстония    | 1-4  | Испания (1)  |
| Марибор, Словения, грунт      | Словения   | 1-4  | Германия (4) |
| Нови-Сад, Сербия, хард(i)     | Сербия (3) | 3-2  | Канада       |
| Хельсингборг, Швеция, хард(i) | Швеция     | 2-3  | Украина (2)  |

- Испания, Украина, Сербия и Германия далее переходят в плей-офф Мировой группы за право выйти в Мировую группу
- Канада, Словения, Швеция и Эстония далее переходят в плей-офф Мировой группы II за право остаться в Мировой группе II

## Плей-офф Мировой группы II
Дата: 16-17 апреля
Четыре сборные, проигравшие в Мировой группе II (Канада, Словения, Швеция и Эстония) встречаются с четырьмя сборными-победителями региональных зон (Аргентина, Беларусь, Швейцария и Япония):
| Город (покрытие)         |               | Счёт |               |
| ------------------------ | ------------- | ---- | ------------- |
| Минск, Беларусь, хард(i) | Беларусь      | 5-0  | Эстония (1)   |
| Мики, Япония, хард(i)    | Япония        | 4-0  | Аргентина (2) |
| Копер, Словения, грунт   | Словения      | 3-2  | Канада (3)    |
| Лугано, Швейцария, грунт | Швейцария (4) | 4-1  | Швеция        |

- Сборная Словении сохраняет место в мировой группе 2 в 2012 году.
- Сборные Беларуси, Швейцарии и Японии переходят в мировую группу 2 в 2012 году.
- Сборные Швеции и Эстонии вылетают в первую группу евро-африканской региональной зоны в 2012 году.
- Сборные Аргентины и Канады вылетают в первую группу зоны Америка в 2012 году.

## Региональные зоны

### Зона Америка

#### Группа I
Место проведения: Tenis Club Argentino, Буэнос-Айрес, Аргентина, грунт
Дата: 2-5 февраля
Участвующие сборные
- Аргентина — переходит в Плей-офф Мировой группы II.
- Бразилия
- Боливия
- Колумбия
- Парагвай
- Перу
- Мексика — переходит в Группу II зоны Америка.
- Чили — переходит в Группу II зоны Америка.

#### Группа II
Место проведения: Centro Nacional de Tenis, Санто-Доминго, Доминиканская Республика, хард
Дата: 16 — 21 мая
Участвующие сборные
- Багамские Острова — переходит в группу I Зоны Америка
- Венесуэла — переходит в группу I Зоны Америка
- Бермудские Острова
- Гватемала
- Доминиканская Республика
- Коста-Рика
- Панама
- Пуэрто-Рико
- Тринидад и Тобаго
- Уругвай
- Эквадор
- Ямайка

### Зона Азия/Океания
Место проведения: Национальный теннисный центр, Нонтхабури, Таиланд, хард
Дата: 2 — 5 февраля

#### Группа I
Участвующие сборные
- Япония — переходит в Плей-офф Мировой группы II.
- Казахстан
- Китай
- Китайский Тайбэй
- Таиланд
- Узбекистан
- Республика Корея
- Индия — переходит в Группу II зоны Азия/Океания.

#### Группа II
Участвующие сборные
- Индонезия — переходит в Группу I зоны Азия/Океания.
- Гонконг
- Кыргызстан
- Оман
- Пакистан
- Сингапур
- Туркменистан
- Филиппины

### Зона Европа/Африка

#### Группа I
Место проведения: Municipal Tennis Club, Эйлат, Израиль, хард
Дата: 2 — 5 февраля
Участвующие сборные
- Беларусь — переходит в Плей-офф Мировой группы II.
- Швейцария — переходит в Плей-офф Мировой группы II.
- Австрия
- Болгария
- Великобритания
- Венгрия
- Греция
- Израиль
- Люксембург
- Нидерланды
- Польша
- Румыния
- Хорватия
- Дания — переходит в Группу II зоны Европа/Африка.
- Латвия — переходит в Группу II зоны Европа/Африка.

#### Группа II
Место проведения: Smash Tennis Academy, Каир, Египет, грунт
Дата: 4 — 7 мая
Участвующие сборные
- Босния и Герцеговина — переходит в группу I Зоны Европа/Африка
- Португалия — переходит в группу I Зоны Европа/Африка
- Грузия
- Лихтенштейн
- Турция
- Финляндия
- Армения — вылетает в группу III Зоны Европа/Африка
- Марокко — вылетает в группу III Зоны Европа/Африка

#### Группа III
Место проведения: Smash Tennis Academy, Каир, Египет, грунт
Дата: 2 — 7 мая
Участвующие сборные
- Черногория — переходит в группу II Зоны Европа/Африка
- ЮАР — переходит в группу II Зоны Европа/Африка
- Алжир
- Египет
- Ирландия
- Исландия
- Литва
- Мальта
- Молдова
- Норвегия
- Тунис